# Cedron
Cedron (Kidron, hebr. ‏נחל קדרון‎, Nahal Qidron, arab. Wadi an-Nar) – niewielki strumień płynący doliną o tej samej nazwie położoną między Wzgórzem Świątynnym a Górą Oliwną w Jerozolimie, wielokrotnie wymieniany w Biblii. Z Doliną Cedronu (hebr. Emek Kidron, arab. Wadi an-Nar) błędnie identyfikowana jest Dolina Jozafata, w Biblii symboliczne określenie miejsca przyszłego Sądu Ostatecznego.